# الکساندر تیمه
الکساندر تیمه (آلمانی: Alexander Thieme؛ ۱۳ ژانویه ۱۹۵۴ – ۲۹ نوامبر ۲۰۱۶) دونده سرعت اهل آلمان بود.
وی در مسابقات کشوری و بین‌المللی در مجموع برندهٔ ۱ مدال نقره شده‌است.